# Lamprops pseudosarsi
Lamprops pseudosarsi is een zeekommasoort uit de familie van de Lampropidae. De wetenschappelijke naam van de soort is voor het eerst geldig gepubliceerd in 1993 door Tsareva & Vassilenko.